# Манан, Пьер
Пьер Манан (фр. Pierre Manent; род. 6 мая 1949 года, Тулуза, Франция) — французский политолог и академик. Он преподает политическую философию в высшей школе исследований в области социальных наук, в центре исследований и исследований Раймона Арона. Каждую осень[когда?]он также является приглашенным преподавателем в Бостонском колледже на кафедре политологии.
После окончания высшей нормальной школы, он стал помощником Раймона Арона в Коллеж де Франс. Он был одним из основателей ежеквартального журнала Commentaire и остается его постоянным автором.
Манан — ключевая фигура в современной французской политической философии и его работы помогли возрождению французской либеральной традиции. Манан является евроскептиком, и классическим либералом, и был назван журналом Weekly Standart «одним из самых значимых философов-евроскептиков».

## ссылки
- «Возвращение политической философии», Пьер Манент, первые вещи (Май 2000)
- «Рождение нации», Пьер Манент, городской журнал (зима 2013)